# جائزة ابن بطوطة لأدب الرحلة
جائزة ابن بطوطة لأدب الرحلة هي جائزة أدبية، تمنح سنويا منذ سنة 2003 ويقدم الجائزة سنويا (المركز العربي للأدب الجغرافي - ارتياد الآفاق) في أبوظبي ولندن «لأفضل الأعمال المحققة والمكتوبة في أدب الرحلة». وذلك بهدف تشجيع أعمال التحقيق والتأليف والبحث في أدب السفر والرحلات.

## الجائزة
تحمل هذه الجائزة اسم ابن بَـطُّوطَة وهو الرحالة الشهير والمؤرخ والقاضي والفقيه المغربي الذي لقب بـأمير الرحالين المسلمين. جاءت هذه الجائزة التي تحمل اسمه تكريما وتخليدا له . تأسست عام 2003 برعاية من الشاعر الإماراتي محمد أحمد خليفة السويدي، ويشرف الشاعر السوري نوري الجراح - مدير المركز العربي للأدب الجغرافي- على تنظيم وتوزيع هذه الجوائز السنوية، باعتبارها شكلا من أشكال تشجيع الكتاب والمهتمين بهذا النوع من الكتابة على إنجاز مشاريع التحقيق والبحث والتأليف في الأدب الجغرافي، أو في أدب السفر والرحلات .

## فروع الجائزة
يمنح المركز العربي للأدب الجغرافي جوائز ابن بطوطة في خمسة فروع هي :
- تحقيق الرحلات
- الدراسات في أدب الرحلة
- الرحلة المعاصرة
- الرحلة الصحفية
- اليوميات

## الفائزون بالجائزة
| الدورة       | السنة     | الرحلة المحققة | الدراسات | الرحلة المترجمة | الرحلة المعاصرة | اليوميات |
| ------------ | --------- | --- | --- | --- | --- | --- |
| الأولى       | 2003      | رحلة إحراز المعلّى والرقيب 1785 لمحمد بن عبد الوهاب بن عثمان المكناسي (تحقيق د. محمد بوكبوط) الرحلة الأوروبية 1919 لمحمد بن الحسن الحجوي الثعالبي (تحقيق د. سعيد الفاضلي) الرحلة التتويجية إلى عاصمة البلاد الإنجليزية 1902 للحسن بن محمد الغسال (تحقيق د. عبد الرحيم مودن) | - | - | عين وجناح: رحلات في الجزر العذراء، زنجبار، تايلند، فيتنام، الأندلس والربع الخالي (محمد أحمد الحارثي)                                                                 | - |
| الثانية      | 2004      | مثال | مثال | مثال | مثال | مثال |
| الثالثة      | 2005      | مثال | مثال | مثال | مثال | مثال |
| الرابعة      | 2006      | رحلة الصفار إلى باريس 1845 ـ 1846، لمحمد الصفار الأندلسي التطواني (تحقيق سوزان ميلار وخالد بن الصغير ) النفحة المسكية في السفارة التركية ـ 1589، لعلي بن محمد التمكروتي (تحقيق محمد الصالحي ) رحلة الأمير فخر الدين المعني الثاني إلى إيطاليا (1613 ـ 1618) (تحقيق قاسم وهب ) | صورة المشرق العربي في كتابات رحالة الغرب الإسلامي في القرنين السادس والثامن الهجريين (الثاني عشر والرابع عشر الميلاديين) (نواف الجحمة )                                                       | - | قراءة العالم: رحلات في كوبا وريو دي جانيرو وماليو ولشبونة والهند الأوسط (خليل النعيمي )                                                                              | رصيف القتلى.. مشاهدات صحافي عربي في العراق (إبراهيم المصري ) (تحت مسمى جائزة الرحلة الصحافية) لا شيء لا أحد: يوميات في الشمال الأوروبي (فاروق يوسف ) (تحت مسمى جائزة أدب اليوميات)                                 |
| الخامسة      | 2007-2008 | رحلة الوزير في افتكاك الأسير 1690-1691، للعلامة محمد الغساني الأندلسي (تحقيق عبد الرحيم بنحادة ) مغامرة استيبانكو في أرض الهنود الحمر.. من أزمور إلى أريزونا: أول رحلة شرقية إلى أمريكا الشمالية 1539-1500 (تحقيق مصطفى واعراب ) الاعتبار، لأسامة بن منقد، 1095-1188 (تحقيق عبد الكريم الأشتر) | تطور الفكر الجغرافي الإسلامي.. من بداياته إلى نهاية العصر العباسي عام 556 هجرية، الموافق ل 1258 ميلادية ـ عبد الرحمن صالح مزوري                                                               | - | طيران فوق جبال لا نهائية.. رحلات في أمريكا، كندا، مصر، الجزائر، لبنان، إيطاليا، اليونان (خالد النجار )                                                               | برتقالة واحدة لفلسطين.. من أريحا إلى يافا.. رحلة كاتب فلسطيني تحت الاحتلال 1997- 2007 (تحسين يقين ) (تحت مسمى جائزة الرحلة الصحافية) سفر بين العوالم.. من البقاع إلى برلين (حسين شاويش ) (تحت مسمى جائزة اليوميات) |
| السادسة      | 2008      | مثال | مثال | مثال | مثال | مثال |
| السابعة      | 2009      | مثال | مثال | مثال | مثال | مثال |
| الثامنة      | 2010      | مثال | مثال | مثال | مثال | مثال |
| التاسعة      | 2011      | رحلات البطريرك ديونيسيوس التلمحري في عهد الخليفتين المأمون والمعتصم، جمع وتحقيق تيسير خلف الرحلة الحجازية، لأبي عبد الله محمد بن الطيب الشرقي الفاسي، تحقيق نور الدين شوبد | المرأة تمثلًا وتمثيلًا في الرحلة السفارية المغربية خلال القرنين الثامن عشر والتاسع عشر (مليكة نجيب )                                                                                            | - | سندباد الصحراء: مشاهدات من جنيف وباريس والمنامة وعمان ودمشق والقاهرة وبيروت ومراكش ومدن أخرى (عبد العزيز الراشدي ) مسافر مقيم: عامان في أعماق الإكوادور (باسم فرات ) | بطاقة إقامة في برج بابل: يوميات باريس (شاكر نوري ) |
| العاشرة      | 2012      | مثال | مثال | مثال | مثال | مثال |
| الحادية عشرة | 2013      | مثال | مثال | مثال | مثال | مثال |
| الثانية عشرة | 2014      | مثال | مثال | مثال | مثال | مثال |
| الثالثة عشرة | 2015      | مثال | مثال | مثال | مثال | مثال |
| الثانية عشرة | 2016-2017 | من فيينا إلى فيينا: رحلة محمد صادق رفعت باشا إلى إيطاليا 1838، تحقيق د. زيد عيد الرواضية رحلة أبي دلف المسعري في القرن العاشر الميلادي، تحقيق د. شاكر لعيبي جمهرة الرحلات الجزائرية الحديثة في الفترة الاستعمارية 1830-1962، تحقيق د. عيسى بخيتي | الرحلة وفتنة العجيب: بين الكتابة والتلقي (د. خالد التوزاني ) السرد الرحلي والمتخيل في كتاب السيرافي والغرناطي (أريج بنت محمد بن سليمان السويلم )                                              | رحلة غوته إلى إيطاليا "رحلة ايطالية 1786 ـ 1788" (ترجمة د. فالح عبد الجبار ) | مدني وأهوائي: جولات في مدن العالم (لطفية الدليمي ) | إخوتي المزينون بالريش (غدير أبو سنينة ) |
| الخامسة عشرة | 2016-2017 | مثال | مثال | مثال | مثال | مثال |
| السادسة عشرة | 2017-2018 | مثال | مثال | مثال | مثال | مثال |
| السابعة عشرة | 2018-2019 | مثال | مثال | مثال | مثال | مثال |
| الثامنة عشرة | 2019-2020 | النحلة النصرية في الرحلة المصرية، للشيخ مصطفى البكري الصديقي المتوفى في 1749 ميلادية (تحقيق محمد فتحي الأعصر ) رحلة محمد أفندي إلى فرنسا، لمؤلفه محمد جلبي أفندي "يكرمي سكز" المتوفى في 1732 (تحقيق محمد الزاهي ) | تمثلات الشرق في السرد الرحلي الألماني (زهير سوكاح ) تداخل الأجناس في أدب الرحلة (بن مسعود أيوب ) المعرفي والأدبي في الرحلات المغربية (محمد حاتمي )                                            | رسائل من الهند، للإيطالي جويدو جوزانو (ترجمة أمارجي ) | مغربي في فلسطين: أشواق الرحلة المغربية أحمد المديني | فاروق يوسف |
| التاسعة عشرة | 2020-2021 | حديقة النظر وبهجة الفكر في عجائب السفر (سيرة الحبشة)، للحسن بن أحـمد بن صلاح اليوسفي الحيمي (1018- 1071هـ)، (القرن 17م) (حققها وقدم لها: د. محمد عبده مسعد عياش) الرحلة الأوروبية من دمشق إلى روما، باریس، میونیخ فیینا،بلغراد،بودابست،صوفیا، استانبول 1911-1912، لفخري البارودي (حققها وقدم لها: إبراهيم الجبين ) الرحلة الشابورية من ميناء دبي إلى أبو ظبي 1936، لزين العابدين بن حسن باقر (حققها وقدم لها: سلطان العميمي ) | الرحلةُ نَسَقُ أنساقٍ: مقاربات تاريخانية وإبستيمولوجية (د. بوسيف واسطي صورة مصر في كتابات الرحالة المغاربة (د. ربيع عوادي ) الرحلة ما بعد الكولونيالية في الأدب العربي المعاصر (د. محمد المسعودي ) | هداية السبيل وكفايةُ الدليل: من إيران إلى روسيا وتركيا ومصر والحجاز والشام، لمراد ميرزا "حسام السلطنة" (1818-1883)، ترجمها عن الفارسية وقدم لها: د. عبد الكريم جرادات خيول الريح المدهشة: على دراجة هوائية من القسطنطينية إلى بكين 1894، توماس غاسكل آلن الابن، ووليم لويس ساكليبن، ترجمها وقدم لها: محمد عبد الغني | في معنى المسافة: يوميات في شانغهاي (منصورة عز الدين ) | الخروج من العائلة (شربل داغر ) |

### الدورة الحادية عشرة
فاز بجائزة ابن بطوطة لأدب الرحلة في دورتها الحادية عشرة كل من :
- سعيد خطيبي
- محمد الزاهي
- حسام الدين شاشية  -الذي نال جائزتين-
- عبد الله محمد الحبشي
- حسني محمد ذياب
- مفيد نجم
- محمد عبيد غباش

## لجان التحكيم

### الدورة 11
- عبد النبي ذاكر
- شعيب حليفي
- الطايع الحداوي
- خلدون الشمعة
- نوري الجراح  (المشرف على المركز وجائزته)

## الدورة 12
- خلدون الشمعة
- عبد النبي ذاكر
- د. عبد الرحمن بسيسو
- شعيب حليفي
- د. الطايع الحداوي
- نوري الجراح  (المشرف على المركز وجائزته)

### الدورة 19
- د. الطايع الحداوي : عضوًا
- د. خلدون الشمعة : عضوًا
- د. عبد الرحمن بسيسو : عضوًا
- د. أحمد برقاوي: عضوًا
- عواد علي : عضوًا
- مفيد نجم: منسقاً[9]